# Hylomyscus mpungamachagorum
Hylomyscus mpungamachagorum és una espècie de mamífer rosegador de la família dels múrids. És endèmic del Parc Nacional dels Monts Mahale (Tanzània), on viu a altituds d'entre 1.180 i 2.400 msnm. Els seus hàbitats naturals són els boscos de miombo, els herbassars montans i els boscos montans. Té una llargada de cap a gropa de 98 mm, la cua un 41% més llarga que el cos i un pes de 22 g (valors mitjans). Fou anomenat en honor dels conservacionistes Noah E. Mpunga i Sophy J. Machaga.